# Горіховий сад
Горі́ховий са́д — заповідне урочище місцевого значення в Україні. Об'єкт природно-заповідного фонду Дніпропетровської області. 
Розташоване в межах Верхньодніпровського району Дніпропетровської області, на південь від села Правобережне. 
Площа 33,9 га. Статус надано згідно з рішенням облвиконкому від 09.10.1979 року № 568. Перебуває у віданні Верхньодніпровського держлісгоспу (Бородаївське л-во, кв. 63, вид. 4, 7, 8, 9). 
Статус надано для збереження штучних насаджень горіха на схилах балки.

## Галерея

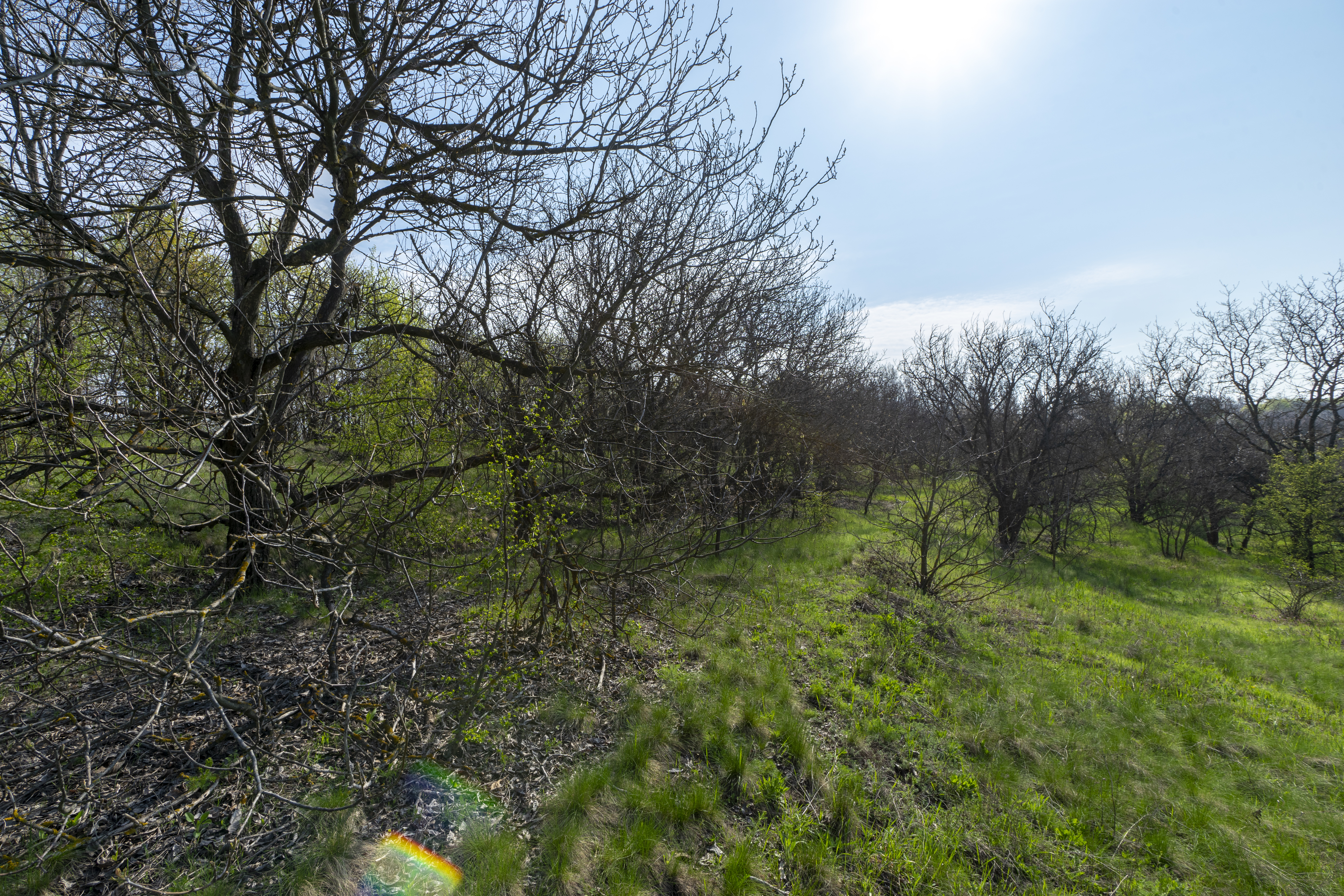
Горіховий сад
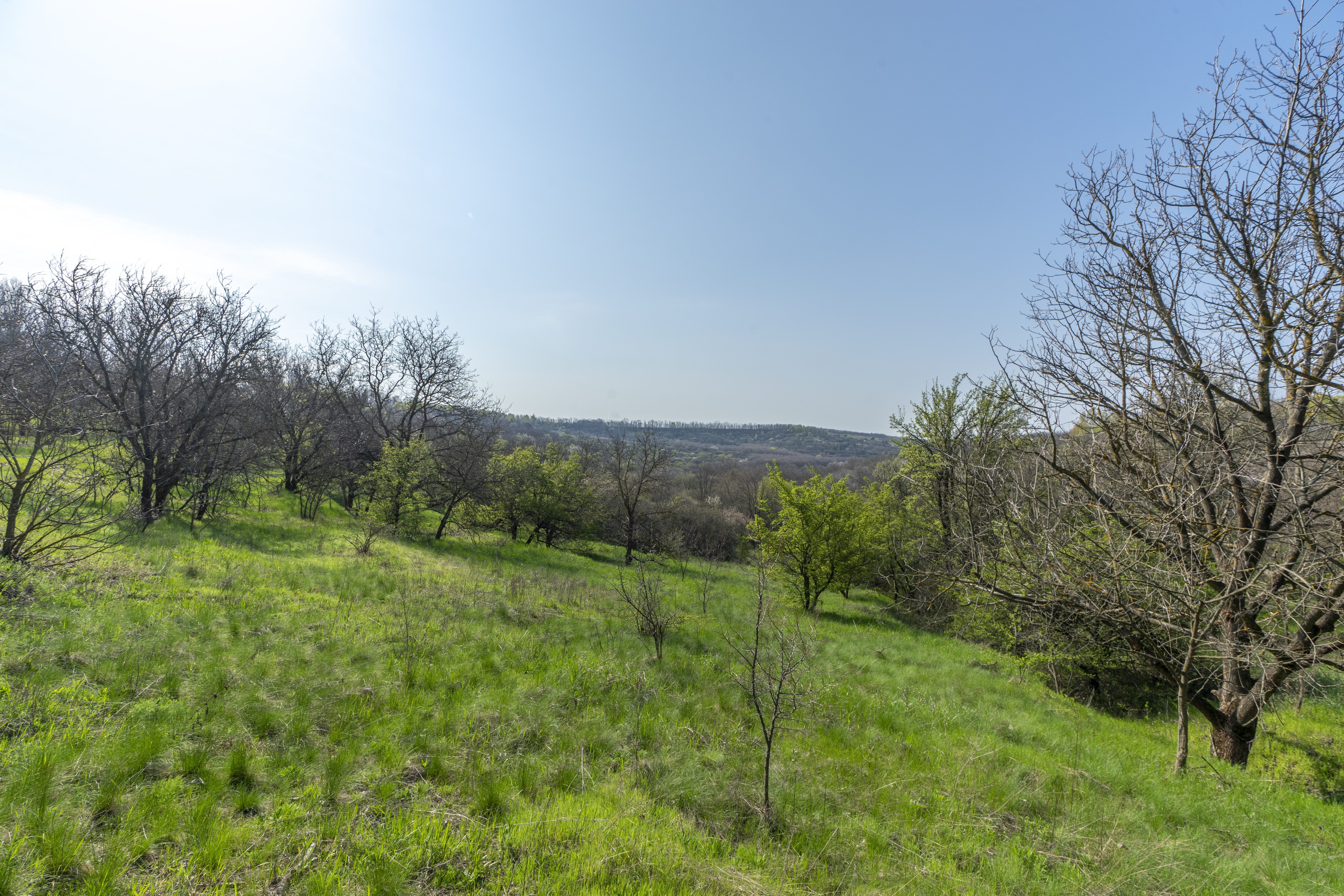
Горіховий сад